# بیات (آماسیه)
بیات (به ترکی استانبولی: Bayat) یک منطقهٔ مسکونی در ترکیه است که در آماسیه واقع شده‌است.